# 泰坦尼亞
《泰坦尼亞》是日本作家田中芳樹的太空歌劇小說，有別前作銀河英雄傳說，但擁有同樣科技的獨立故事。1988年由德間書店出版第一卷，1991年出版第三卷後便中斷二十年，之後曾由史克威爾艾尼克斯再版。2008年9月隨著動畫化的計畫，由講談社文庫出版新裝版。2009年3月，原作者田中芳樹於出席動畫節目「衛星動畫劇場」時表示，將繼續小說的後續寫作工作，最後於2015年完全出版後續兩集小說結局。
1988年由德間書店發行，有「疾風篇」、「暴風篇」、「旋風篇」3卷內容，第4卷將由講談社在2013年發行，副標題為「烈風篇」，完結篇第5卷「淒風篇」於2015年2月4日正式出版，
漫畫版由作畫，從2008年5月開始在月刊少年Sirius連載。電視動畫則於2008年10月開始在日本NHKBS2播出。

## 故事概要
人類在廣大的宇宙中建立了許多星際國家，但大部分在前史百年前都被泰坦尼亞家族實質控制。星曆446年，宇宙都市國家艾里亞意外地擊退了泰坦尼亞的侵犯，因而引發了反對泰坦尼亞霸權的運動；再加上泰坦尼亞家族本身的內鬨，銀河進入了激動的大時代。

## 登場人物

### 泰坦尼亞家族
星際都市聯盟正要消滅維亞爾達那帝國，但由於其主帥和擁護他的部隊倒戈而戰敗，主帥即泰坦尼亞家祖後成為帝國的貴族。後來因為帝國不得以依頓這支本來是敵人的部隊，令泰坦尼亞家族掌握帝國的實權，而且政治、軍事和經濟的影響力也延伸至整個宇宙，成為宇宙的真正霸主。
據點是帝國主星衛星軌道上的人工天體(太空居民點)「天之城」。
最終因為身為無地籓王的亞舒曼的死亡以及「天之城」被毀的緣故，泰坦尼亞一族自此陷入內亂。

#### 五族家長
泰坦尼亞一族的宗家分裂成五家後各家的當家之主。第二代無地籓王（ラントレス・クランナー）努里·泰塔尼亞，在處決了與其競爭的兄弟和妹夫後，其五位兒子是泰坦尼亞的嫡系五族各自的祖先，這之後五位兒子的子孫訂定五族會議(五家的同族會議)為泰坦尼亞最高意志決定機構。
這五位家長中會選一人當上無地籓王相當於泰坦塔尼一族的總帥，其餘四位家長賦予維亞爾達那帝國公爵的身分。故事開始時間點是正值壯年的籓王和年過20多歲的四公爵，籓王打算從四公爵中選定下任籓王。
亞舒曼．泰坦尼亞（聲優：三宅健太）
40歲。第8代無地籓王。五族的領袖。指使賽爾法殺害阿里亞巴特。在最終決戰中以電磁鞭毀去褚士朗的雙眼，最後被褚士朗斬首而亡。隨着他的死去，泰坦尼亞一族自此陷入內亂。
褚士朗．泰坦尼亞（聲優：岸尾大輔）
27歲。四公爵之中擅長政治和外交，但不黯軍務，擁有「政治之褚士朗」的美名，經常輔佐阿里阿伯特解決政治及外交問題。他稱自己對無地藩王之位沒有興趣。後因阿里亞巴特的死亡正式與亞舒曼決裂，在最終決戰中被亞舒曼的電磁鞭毀去雙眼，幾經苦戰下成功殺死亞舒曼，在逃出「天之城」時失去了膝蓋以下的部分，最後與芙蘭希亞隱居，退出歷史舞台。個人乘艦為「阿斯特拉號」。
阿里亞巴特．泰坦尼亞（聲優：近藤隆）
27歲。精通軍事和政治兩方面的事務，但政治手腕只屬於一般水平，需要褚士朗的協助，在軍事方面比較突出，所以被稱為「軍事之阿里亞巴特」。政績是四人之中最顯赫，所以被視為下任無地藩王的最佳人選。與褚士朗名義上是堂兄弟，實際上卻是其同父異母的哥哥。最後被賽爾法所殺。個人乘艦為「金羊號」。
札力休．泰坦尼亞（聲優：武虎）
26歲。四公爵之中擁有最強大的軍事力量，泰坦尼亞艦隊之中以勇猛善戰為名。身體也十分壯健，但為人有勇無謀。在巴爾格殊星的地上戰中，札力休因墮入法恩·修里克與當地的反泰坦尼亞游擊隊所設的圈套而戰死。個人乘艦為「颱風號」。
伊德里斯．泰坦尼亞（聲優：吉野裕行）
24歲。由於協助亞舒曼解決了政治陰謀，獲得他的賞識，令伊德里斯在亞舒曼當上無地藩王後，成為四公爵的一員。擔任近衛軍司令官。由於受父親的怨念影響，所以他懷著要成為無地藩王的野望。後因蘭德摩茲的乘艦「黑太子」的任命一事與亞舒曼反目，企圖殺死亞舒曼時卻被對方反殺。個人乘艦為「火鳥號」（動畫版）。

#### 主流派
泰坦尼亞五族的血緣關係者。
巴爾亞彌·泰坦尼亞（聲優：保志總一朗）
18歲。維亞爾達那帝國子爵。艾斯特蘭德的長子。褚士朗的高級副官。莉蒂亞的監護人。莉蒂亞常稱為[巴爾]。
艾斯特蘭德·泰坦尼亞（聲優：宗矢樹賴）
42歲。維亞爾達那帝國侯爵。亞舒曼的哥哥。軍務大臣。嫉妒著當上無地藩王的弟弟而暗中策劃政變。在動畫版裡因政變失敗而被處決。
媞莉莎·泰坦尼亞（聲優：佐佐木瑤子）
50歲。札力休和阿爾瑟斯的母親，十分溺愛札力休和阿爾瑟斯兩兒子。由於次子阿爾瑟斯被殺令她悲痛不已，極力唆使札力休去殺死法恩‧修里克報仇，結果連札力休也一併失去。
阿爾瑟斯．泰坦尼亞（聲優：草尾毅）
23歲。札力休的弟弟。維亞爾達那帝國伯爵。擁有比兄長更優秀的才智但卻被發配邊境，所以著急地希望立功以出人頭地，然後成功找到了修里克和莉娜的藏身之所（動畫版裡因有背叛莉娜的友人的協助下）並殺死了莉娜，但自己卻掉下莉娜的食人魚水池而導致破相。最後在乘船回天之城時，被法恩‧修里克為報莉娜的仇而死在他的炮擊之下。
蘭德摩茲·泰坦尼亞（聲優:大川透）
17歲。伊德里斯的同父異母的弟弟。
賽爾法·泰坦尼亞
13歲。伊德里斯最小的弟弟。在亞舒曼的指使下殺害阿里亞巴特。
在亞舒曼死後，被米蘭達收養。

#### 旁系
芙蘭希亞（聲優:牧島有希）
18歲。褚士朗的愛人。褚士朗談心的對象。
在泰坦尼亞覆亡後，與褚士朗一同隱居，退出歷史舞台。
媞歐德蘭·泰坦尼亞
伯爵家的千金。

#### 其他
莉蒂亞（聲優:名塚佳織）
10歲。艾爾賓克王國的第二王女，性格天真爛漫，不知煩惱為何物。由於王國不能償還泰坦尼亞的債務(動畫版中說是被懷疑與反泰坦尼亞勢力勾結)，泰坦尼亞要沒收該星球的礦產資源以示忠誠，為了保護她的國家，自願送去泰坦尼亞家族中當人質。目前由褚士朗負責照顧著她的起居生活。她時常外出去天之城中觀光，見識天之城裡奢華靡爛的社會景象。

### 反泰坦尼亞勢力

#### 法恩·修里克黨
法恩·修里克（聲優：小西克幸）
反泰坦尼亞方的男主人公。28歲。前艾里亞軍的艦隊指揮官。擁有高超的軍事戰略頭腦，性格卻很享樂主義、好女色和討厭拘束。
他在凱貝羅斯會戰中以奇策擊敗了阿里阿伯特的艦隊，但艾里亞的市長在開戰前本身已與泰坦尼亞進行檯底交易，恐怕這場戰事的勝利會惹怒泰坦尼亞，所以只給他獎金並開除軍籍勸他離開星球，修里克從此成為無業游民。
由於他打破了泰坦尼亞的不敗傳說，導致他成為泰坦尼亞所追捕的通輯犯，及反泰坦尼亞勢力所追求的英雄人物。
修里克他本身就沒有反泰坦尼亞的志向。後來因為阿爾瑟斯・泰坦尼亞殺死了他的戀人莉娜，燃起了他對泰坦尼亞的仇恨，從此積極地進行反泰坦尼亞的抵抗運動。
李長遷（李博士）（聲優：堀內賢雄）　
27歲。職業:海盜。13艘船艦的首領。研究著泰坦尼亞的歷史，希望見證泰坦尼亞的滅亡。
米蘭達·卡基米爾（聲優：皆川純子）　
28歳。泰坦尼亞所滅卡薩比亞加公国的前大公(公爵)之女。
康普頓·卡基米爾（聲優：沒有）
太空船「正直老人」號的船長，米蘭達的丈夫，他三年前因為被泰坦尼亞軍嚴刑拷問而致啞。外表溫厚，內裡是個大膽無畏，駕駛技術拔群太空船駕駛員。
阿蘭·馬弗迪（聲優：大原崇）
22歳。本身是帝國軍中尉，被修里克等人抓住，然後半推半就的為他們做著籌集資金、走私軍需品和間諜活動等事情。
米哈伊爾·瓦倫科夫（聲優：斧アツシ）
27歲。身高2公尺的巨漢。前艾里亞軍中尉，擔任過修里克的幕僚，修里克被辭退後退出軍隊，跟隨修里克進行反泰坦尼亞的活動。
路易・艾德蒙・帕捷斯（聲優：神谷浩史）
26歲。前艾里亞軍中尉，擔任過修里克的情報參謀，修里克被辭退後退出軍隊，跟隨修里克進行反泰坦尼亞的活動。
莉娜・佛羅倫茲（聲優：矢作紗友里）
反泰坦尼亞活動份子，經常與米蘭達往來。修里克的戀愛對象，但被阿爾瑟斯・泰坦尼亞所殺。

### 動畫版登場人物

#### 其他人物
華蓮（聲優：鹽野アンリ）
擦鞋童少女。她一句話「想見到沒有泰坦尼亞的宇宙。」深深影響了法恩·修里克。

## 登場勢力
- 流星旗軍

集合了各星球的武裝份子、罪犯和宇宙海盜的反泰坦尼亞聯合軍。
他們也誠邀法恩‧修里克加入但被他拒絕，因為他覺得他們會被泰坦尼亞「一網打盡」。結果真的被他說中，流星旗軍被札力休的艦隊一舉殲滅。
但事後成為法恩‧修里克組織的新反抗軍的前身。

## 技術&兵器
- 魏格特炮

一種擁有超強火力但充滿缺陷的巨型能量炮。因為它需要長時間充電，發射前操作艇需要分離導致瞄準困難，炮管射完就會發生巨大爆炸會傷及友軍。所以幾乎沒一個國家採用。
法恩‧修里克就是利用魏格特炮來擊潰阿里阿伯特的艦隊，然後阿里阿伯特也模仿修里克而使用它而獲勝。

## 戰鬥&戰役

### 凱魯貝洛斯之戰
交戰方：泰坦尼亞vs艾麗亞
指揮官：阿里亞伯特·泰坦尼亞vs法恩·修里克
阿里亞伯特本來可以以數量上的優勢壓倒艾利亞軍，就在交戰了一段時間後，法恩·修里克命令艦隊後退擺圓陣，阿里亞伯特包圍修里克的艦隊準備圍殲時，修里克看準時機使出魏格特炮，令勝券在握的阿里亞伯特的艦隊遭受重大損失大敗而歸。
可是，艾麗亞星的市長其實早就暗地裏跟泰坦尼亞進行檯底交易，同意會把該星的新科技白送給泰坦尼亞，而打仗只是形式上地打而已，根本沒打算贏。所以市長覺得他得罪了泰坦尼亞而陷入恐懼，於是就給了法恩·修里克一些獎金，並開除他的軍籍打發他走了。
這場戰爭除了成為法恩·修里克的成名之戰之外，也導致了宇宙的局勢發生了重大的改變。各大反泰坦尼亞的勢力意識到無敵的泰坦尼亞並非不可戰勝，於是他們紛紛揭竿起義，而且此戰也令泰坦尼亞內部也出現了暗湧，為將來爆發的權力鬥爭展開序幕。

### 席拉克沙星域之戰
交戰方：泰坦尼亞vs特蘭奇亞公國
指揮官：阿里亞伯特·泰坦尼亞vs阿姆澤卡
由於泰坦尼亞跟特蘭奇亞公國關於航路管理權和所得利益之分配的談判破裂，甚至特蘭奇亞軍隊派兵脅持了褚士朗，雖然褚士朗用回他的在星球軌道上坐艦的艦炮瞄準城堡威脅他們回去，令他平安無事地將特蘭奇亞的立場轉達回去泰坦尼亞，此舉激怒了泰坦尼亞。無地藩王解除了對阿里亞伯特的禁足之懲罰，把討伐特蘭奇亞公國的任務交給阿里亞伯特，讓他將功贖罪。
而特蘭奇亞公國嘗試拉攏其他星球聯合起來對抗泰坦尼亞，但最後全吃閉門羹，只能孤軍作戰。
是次阿里亞伯特只帶了三千艘戰艦，軍力跟特蘭奇亞艦隊平分秋色。戰鬥的時候特蘭奇亞雖然先占優勢，其實阿里亞伯特在模仿法恩·修里克在凱魯貝洛斯之戰使出的奇謀，就是誘敵深入然後使用魏格特炮，重創特蘭奇亞的艦隊主力，特蘭奇亞方決定撤退，但維斯中校帶領五艘驅逐艦，試圖對阿里亞伯特的旗艦“金羊號”進行敢死特攻斬首卻失敗而戰死。阿里亞伯特因此戰的勝利而恢復名譽。
結果特蘭奇亞公國在宇宙的版圖上消失了。

### 小霍格比恩要塞攻略戰（動畫版劇情）
交戰方：流星旗軍vs泰坦尼亞
指揮官：多爾曼vs扎力休·泰坦尼亞
流星旗軍的領袖多爾曼覺得向泰坦尼亞報仇的時機已經成熟，打算攻略小霍格比恩要塞。多爾曼希望法恩·修里克來做他們的軍師但他拒絕了，而且李長遷也退出流星旗軍，原因是他們會被泰坦尼亞一網打盡。泰坦尼亞方面，扎力休派遣他的部下和艦隊守城。
流星旗軍以壓倒性的優勢把小霍格比恩要塞攻陷，其他的反泰坦尼亞勢力的海盜艦隊紛紛來臨該要塞投靠流星旗軍。無地藩王看這是個鏟除流星旗軍和各方海盜勢力的好機會，於是委任扎力修去對付流星旗軍。
扎力修不管小霍格比恩要塞是泰坦尼亞的歷史古跡，對被流星旗軍占領的要塞進行猛烈圍攻，要塞被嚴重破壞，流星旗軍也被擊敗潰散。

### 巴爾加修戰役
交戰方：巴爾加修（法恩·修里克）vs泰坦尼亞
指揮官：法恩·修里克（艦隊：托比爾少將）vs扎力休·泰坦尼亞
法恩·修里克殺死阿爾瑟斯·泰坦尼亞以報他殺害莉娜·佛羅倫茲的仇，令扎力休的母親悲憤交加，遂命令扎力休生擒法恩·修里克。
“正直老人號”被扎力休追殺到巴爾加修星，“正直老人號”受到損傷而逼降在沙漠中，扎力休爲了追殺法恩·修里克，將他的艦隊駛入大氣層並派地面部隊搜索。而法恩·修里克一行人就獲得由伊文·卡西姆領導的反泰坦尼亞游擊隊的接應，躲藏在洞窟基地中。泰坦尼亞地面部隊雖然找到了游擊隊的洞窟要塞，但被游擊隊擊退。“正直老人號”被扎力休的艦隊的炮火鞭撻而嚴重破壞。
因爲扎力休爲了搜捕法恩·修里克，而强行指揮艦隊開進巴爾加修，該星球覺得泰坦尼亞侵犯了該星的主權，軍方派出軍艦勸告離開，但扎力休命令對軍艦開火，遂而對巴爾加修宣戰。巴爾加修艦隊本來懼怕母星與泰坦尼亞的外交關係破裂而畏縮，但因爲是泰坦尼亞方先對他們動手，給了巴爾加修軍方作出正當防衛的借口，決定對泰坦尼亞進行反擊，巴爾加修艦隊士氣如虹，把扎力休的艦隊打得毫無還手之力。
修里克利用已經嚴重損毀的“正直老人號”設下埋伏，對“颱風號”放一記冷炮將它重創，令扎力休緊急棄艦，帶領他的官兵追殺法恩·修里克，深入游擊隊的洞窟據點進行肉搏戰。由於洞窟内部空氣不流通，而且游擊隊也戴上了氧氣面罩，泰坦尼亞的士兵們沒有準備這些裝備，所以因缺氧而失去戰鬥力令游擊隊有機可乘，扎力休身中多槍但仍然頑抗到底，臨死時他把法恩·修里克的氧氣面罩脫掉，看到殺死他和他弟弟的人的最後一眼後才斷氣身亡。
事後，褚士朗來臨巴爾加修接收扎力休的遺體，跟法恩·修里克進行短暫的見面。無地藩王雖然稱扎力休的身亡未能動搖泰坦尼亞的根基，但是泰坦尼亞内部的動蕩因此揭開序幕。

## 小說
| 集數  | 書名              | 出版社      | ISBN                   | 初版發售日期   | 備註            |
| ----- | ----------------- | ----------- | ---------------------- | -------------- | --------------- |
| 1     |                   | 徳間書店    | ISBN 978-4-19-153817-7 | 1988年12月     | 日文版第1次發行 |
| 2     |                   | 徳間書店    | ISBN 978-4-19-154060-6 | 1989年11月     | 日文版第1次發行 |
| 3     |                   | 徳間書店    | ISBN 978-4-19-154542-7 | 1991年6月      | 日文版第1次發行 |
| 1     |                   | Square Enix | ISBN 978-4-7575-1002-9 | 2003年9月11日  | 日文版第2次發行 |
| 2     |                   | Square Enix | ISBN 978-4-7575-1094-4 | 2003年12月25日 | 日文版第2次發行 |
| 3     |                   | Square Enix | ISBN 978-4-7575-1135-4 | 2004年3月25日  | 日文版第2次發行 |
| 1     |                   | 講談社      | ISBN 978-4-06-276151-2 | 2008年9月12日  | 日文版第3次發行 |
| 2     |                   | 講談社      | ISBN 978-4-06-276208-3 | 2008年11月14日 | 日文版第3次發行 |
| 3     |                   | 講談社      | ISBN 978-4-06-276249-6 | 2009年1月15日  | 日文版第3次發行 |
| 4     |                   | 講談社      | ISBN 978-4-06-182890-2 | 2013年9月25日  | 日文版第1次發行 |
| 5(完) |                   | 講談社      | ISBN 978-4-06-299042-4 | 2015年2月4日   | 日文版第1次發行 |
| 1     | 鐵達尼亞 1 疾風篇 | 尖端出版    | ISBN 978-957-10-2244-4 | 2000年6月      | 中譯版第1次發行 |
| 2     | 鐵達尼亞 2 暴風篇 | 尖端出版    | ISBN 978-986-30-4062-2 | 2000年7月      | 中譯版第1次發行 |
| 3     | 鐵達尼亞 3 旋風篇 | 尖端出版    | ISBN 978-986-30-4094-0 | 2000年8月      | 中譯版第1次發行 |
| 1     | 泰坦尼亞 1 疾風篇 | 青文出版社  | ISBN 978-986-156-912-3 | 2007年5月20日  | 中譯版第2次發行 |
| 2     | 泰坦尼亞 2 暴風篇 | 青文出版社  | ISBN 978-986-209-056-5 | 2007年10月8日  | 中譯版第2次發行 |
| 3     | 泰坦尼亞 3 旋風篇 | 青文出版社  | ISBN 978-986-209-273-6 | 2008年4月28日  | 中譯版第2次發行 |

## 漫畫
作者為，月刊少年Sirius2008年5月號開始連載。
- 單行本：

1. 泰坦尼亞1 講談社 Sirius KC 2008年9月22日出版（ISBN 978-4063731378）

## 電視動畫

### 製作人員
- 原作：田中芳樹
- 企劃：藤岡修、薄井正人、天城靭彥、小湊義文、安達裕章、前山寬邦、入江祥雄、山中三千男
- 監督：石黑昇
- 系列構成：金卷兼一（第1集 - 第13集）、岸間信明（第14集 - ）
- 主導演：伊藤浩二
- 角色原案：美樹本晴彥
- 角色設計：杉光登
- 機械設計：宮武一貴、伊藤浩二
- 美術監督：河合泰利（Studio Jack）
- 色彩設計：山崎朋子
- 3DCG：SANZIGEN
- 攝影監督：大西博
- 音樂：高木洋
- 音響監督：明田川進
- 音響制作：田中理惠（Magic Capsule）
- 動畫製作人：渡邊秀信、村岡康成
- 製作人：松井智、近藤榮三、菊川幸夫
- 協力製作人：坂本秀昭、松林正人、石本洋一、山中健策
- 動畫作：ARTLAND
- 製作：TYTANIA26PARTNERS

### 主題歌
片頭曲：
歌：錦織健
作詞、作曲：高取秀明／編曲：高木洋／指揮：竹本泰藏／演奏：神奈川愛樂管弦樂團
片尾曲：「LOST IN SPACE」
歌：PSYCHIC LOVER
作詞、作曲：YOFFY／編曲：大石憲一郎／演奏：PSYCHIC LOVER

### 各集標題
| 集數 | 日文標題 | 中文標題翻譯     | 劇本     | 分鏡              | 演出                | 作畫監督                            |
| ---- | -------- | ---------------- | -------- | ----------------- | ------------------- | ----------------------------------- |
| 1    |          | 凱魯貝洛斯之戰   | 鈴木雅詞 | 石黑昇            | 金田貞德            | 高野和史 小關雅                     |
| 2    |          | 天之城四公爵     | 川崎裕之 | 伊藤浩二          | 安藤健              | 櫻井                                |
| 3    |          | 英雄的條件       | 金卷兼一 | 和                | 又野弘道            | 小山知洋                            |
| 4    |          | 莉拉的決心       | 金卷兼一 | 伊藤浩二          | 中野英明            | 飯飼一幸                            |
| 5    |          | 憧憬與誇耀       | 金卷兼一 | 陽                | 玉田博              | 南伸一郎                            |
| 6    |          | 席拉克沙星域會戰 | 鈴木雅詞 | 植田秀仁          | 三家本泰美          | 雨宮英雄 服部森樹朗                 |
| 7    |          | 流星旗下         | 鈴木雅詞 | 二瓶勇一          | 金田貞德            | 緒方美枝子 猿渡聖加                 |
| 8    |          | 兩個相會         | 鈴木雅詞 | 陽                | 安藤健              | 櫻井                                |
| 9    |          | 微小的風         | 金卷兼一 | 伊藤浩二          | 新田義方            | 飯飼一幸                            |
| 10   |          | 艾里亞崩毀       | 鈴木雅詞 | 和                | 田中智也            | 小山知洋                            |
| 11   |          | 修里克的決意     | 鈴木雅詞 | 植田秀仁          | 高田昌宏            | 南伸一郎                            |
| 12   |          | 潛入艾曼塔       | 金卷兼一 | 伊藤浩二 河村明夫 | 金田貞徳            | 緒方美枝子 田中正之 氏家嘉宏 有澤寬 |
| 13   |          | 終結與起始       | 鈴木雅詞 | 二瓶勇一          | 三家本泰美          | 雨宮英雄                            |
| 14   |          | 卢塔西的动乱     | 岸間信明 | 矢吹勉            | 山口賴房            | 櫻井 岡本達明                       |
| 15   |          | 一粒麥子的世界   | 岸間信明 | 伊藤浩二          | 新田義方            | 飯飼一幸                            |
| 16   |          | 反擊的烽火       | 山下憲一 | 和                | 田中智也            | 山崎展義                            |
| 17   |          | 身價過高         | 山下憲一 | 高柳哲也          | 高田昌宏            | 南伸一郎                            |
| 18   |          | 監獄衛星克羅諾斯 | 岸間信明 | 二瓶勇一          | 中智仁              | 馬場竜一                            |
| 19   |          | 拉德摩茲事件     | 山下憲一 |                   | 金田貞德            | 田中正之 猿渡聖加                   |
| 20   |          | 攻擊克羅諾斯     | 岸間信明 | 高柳哲司          | 五月女有作 近藤一英 | 內野明男 渡邊伸弘                   |
| 21   |          | 艾斯塔爾的邂逅   | 山下憲一 | 和                | 安藤健              | 松岡謙治 岡本達明                   |
| 22   |          | 野心前奏曲       | 岸間信明 | 二瓶勇一          | 依田正彥            | 依田正彥                            |
| 23   |          | 沙漠之鼠         | 山下憲一 |                   | 田中智也            | 山崎展義                            |
| 24   |          | 正直老人號       | 岸間信明 | 高柳哲司          | 高田昌宏            | 南伸一郎                            |
| 25   |          | 熱沙的激鬥       | 山下憲一 | 矢吹勉 二瓶勇一   | 神原敏昭            | 飯飼一幸 酒井智史                   |
| 26   |          | 終幕的鎮魂歌     | 岸間信明 | 伊藤浩二          | 金田貞徳            | 田中正之 馬場竜一 宇津木勇          |

### 播放電視台
| 播放地域 | 電視台   | 播放期間        | 播放日時                 | 備考         |
| -------- | -------- | --------------- | ------------------------ | ------------ |
| 日本全域 | NHK・BS2 | 2008年10月9日 - | 週四 23時32分 - 23時57分 | 衛星動畫劇場 |

| BS2 衛星動畫劇場 23時32分 | BS2 衛星動畫劇場 23時32分 | BS2 衛星動畫劇場 23時32分 |
| ------------------------- | ------------------------- | ------------------------- |
|                           | 泰坦尼亞                  |                           |
| 艾莉森與莉莉亞            | 豹頭王傳說                |                           |

## 外部連結
- （日語）動畫官方網站 （页面存档备份，存于）
- （日語）動畫官方網站（NHK）
- （日語）漫畫官方網站